# Прапор Кам'янського
Пра́пор Кам'янського — один з офіційних символів міста Кам'янське Дніпропетровської області, затверджений 25 грудня 1998 року рішенням Дніпродзержинської міської ради.

## Опис прапора
Прапор являє собою квадратне полотнище, що розділено по вертикалі на дві рівні смуги малинового і золотого кольорів. Малиновий колір вказує на історичне минуле міста, повторює колір прапора Кодацької паланки, до якої входили села Романкове, Кам'янське і Тритузне, спадкоємцем яких є сучасне місто Кам'янське. Золото є символом багатства, добробуту і щедрості.

## Урочиста хоругва
Урочиста хоругва являє собою поєднання прапора міста із зображенням герба, який розташований в центрі прапора.

Урочиста хоругва